# Monti Winterhoek
I monti Winterhoek si trovano nella Provincia del Capo Occidentale del Sudafrica e fanno parte del super gruppo montuoso della Cintura di pieghe del Capo. Questi raggiungono l'altitudine massima di 2.077 metri a nord della città Tulbagh, con un picco chiamato Grootwinterhoekpiek. L'area naturale del Grootwinterhoek comprende un'area protetta di 30.608 ettari, dove si trovano cascate, luoghi dove nuotare, fiumi incantevoli e montagne selvagge.